# Klaus Dick

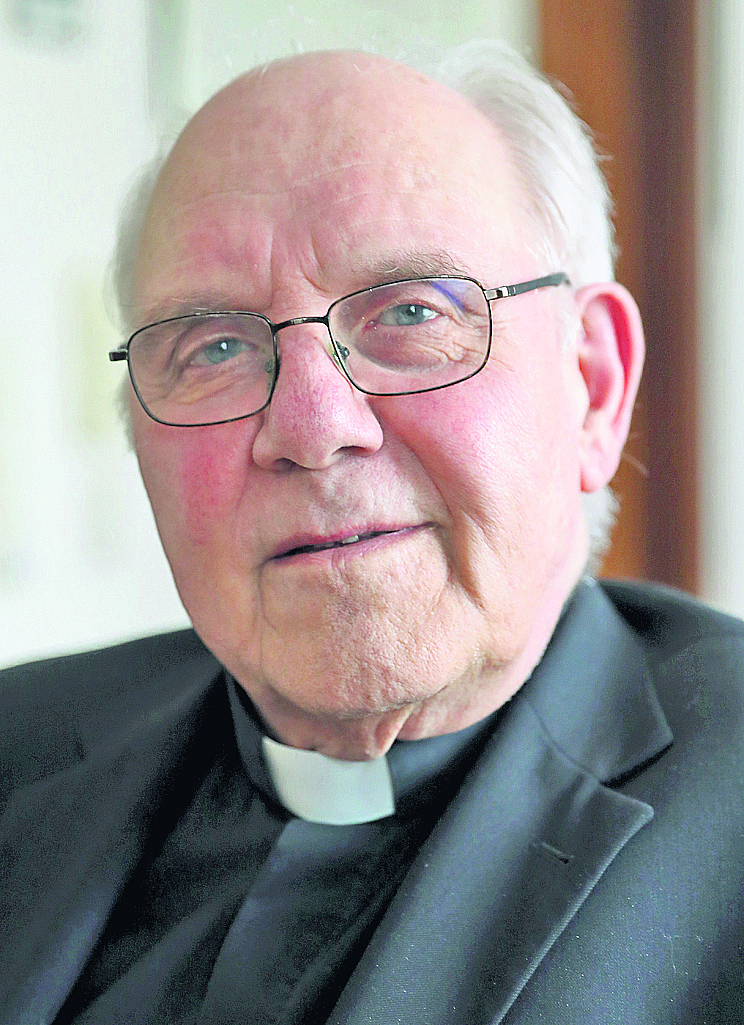
Klaus Dick im Jahr 2018 anlässlich seines 65. Jubiläums der Priesterweihe

Klaus Dick (* 27. Februar 1928 in Köln-Ehrenfeld; † 25. Februar 2024) war ein deutscher Geistlicher und römisch-katholischer Weihbischof in Köln.

## Leben
Klaus Dick absolvierte 1947 am Gymnasium Schwertstraße in Solingen das Abitur. Sechs Jahre später, am 24. Februar 1953, empfing Dick zusammen mit 35 weiteren Priesteramtskandidaten, darunter Erich Läufer, durch Josef Kardinal Frings das Sakrament der Priesterweihe und wurde anschließend als Subsidiar in Gielsdorf und Seelsorger in Oedekoven eingesetzt. In den Jahren von 1955 bis 1957 war er Repetent am Collegium Albertinum in Bonn, von wo aus er Studentenpfarrer in Bonn wurde. Zwischenzeitlich wurde er für einige Monate zum Studium in München beurlaubt und promovierte im Januar 1963 mit der Dissertation Das Analogieprinzip bei J. H. Newman und seine Quelle in J. Butlers »Analogy« zum Doktor der Theologie. Seit dieser Zeit war er befreundet mit Joseph Ratzinger, der von 1959 bis 1963 Professor für Fundamentaltheologie in Bonn war. Von 1963 bis 1969 war Dick Direktor des Collegium Albertinum, wurde anschließend bis 1972 Pfarrer an St. Michael in Bonn und von 1972 bis 1975 an St. Antonius in Wuppertal-Barmen. Von 1964 bis 1972 war er Prosynodalrichter am Erzbischöflichen Offizialat in Köln.
Am 17. März 1975 wurde Dick von Papst Paul VI. zum Titularbischof von Guzabeta und Weihbischof in Köln ernannt. Er empfing am 19. Mai desselben Jahres, gemeinsam mit Josef Plöger, durch den Erzbischof von Köln, Josef Kardinal Höffner, die Bischofsweihe; Mitkonsekratoren waren der emeritierte Kölner Erzbischof, Josef Kardinal Frings, und die Kölner Weihbischöfe Wilhelm Cleven, Augustinus Frotz und Hubert Luthe. Der Wahlspruch von Weihbischof Klaus Dick ist ein Vers aus dem Zweiten Korintherbrief und lautet Obsecramus pro Christo („Wir bitten an Christi statt“, 2 Kor 5,20 ).
1976 wurde er von Kardinal-Großmeister Maximilien Kardinal de Fürstenberg zum Großoffizier des Ritterordens vom Heiligen Grab zu Jerusalem ernannt und am 4. September 1976 durch Bischof Franz Hengsbach, Großprior der deutschen Statthalterei, investiert.
Er war seit 1979 Ehrenmitglied der K.D.St.V. Bergisch-Thuringia Wuppertal im CV sowie seit 1984 Ehrenmitglied des Unitas-Verbandes. Zudem engagierte er sich im Kardinal-Höffner-Kreis, einem Zusammenschluss von christlichen CDU/CSU-Mitgliedern.
Klaus Dick war für den Pastoralbezirk Ost des Erzbistums Köln zuständig und seit 1992 Bischofsvikar für die Fragen der Glaubenslehre und Ökumene. Vorher war er Bischofsvikar für die Seelsorge an ausländischen Katholiken in der Erzdiözese Köln. Darüber hinaus war er Mitglied der Kommission für die Weiterbildung der Priester, Diakone, Pastoral- und Gemeindereferenten und Vorsitzender der Ökumenischen Bistumskommission. Erzbischof Joseph Kardinal Höffner ernannte ihn 1978 zum Domdechanten. Nach Vollendung des 75. Lebensjahres nahm Papst Johannes Paul II. seinen Rücktritt als Weihbischof zum 27. Februar 2003 an; wenige Monate später wurde Klaus Dick auch als Domdechant entpflichtet.
Anlässlich seines 80. Geburtstags 2008 verlieh ihm der Souveräne Malteserorden das Großkreuz pro piis meritis des Verdienstordens Pro Merito Melitensi. Weihbischof em. Dick erhielt diese höchste Auszeichnung des Malteserordens für Geistliche für seine Verdienste um den Malteser Hilfsdienst in Deutschland, den er von 1981 bis 2012 als Bundesseelsorger begleitete.

Weihbischof Klaus Dick bei der Altarweihe in der Kirche „Maria Hilf“ in Köln, 7. November 2009

Als erster deutscher Bischof, nach Veröffentlichung von Summorum Pontificum durch Papst Benedikt XVI., zelebrierte Weihbischof Klaus Dick am 7. November 2009 öffentlich eine heilige Messe in der außerordentlichen Form des Römischen Ritus in der Kölner Kirche „Maria-Hilf“ im Anschluss an die Weihe des dortigen neuen Hochaltars.
Klaus Dick lebte zuletzt im Kloster der Elisabeth-Schwestern in Köln-Lindenthal. Im Februar 2020 kritisierte er in einem Interview mit dem Kölner Domradio die Entwicklung der katholischen Kirche in Deutschland. Menschen, die Verständnis für die Positionen der Bewegung Maria 2.0 zeigten, bezeichnete Dick als „nicht mehr katholisch“.
Klaus Dick starb am 25. Februar 2024, einen Tag nach seinem 71. Priesterweihetag und kurz vor Vollendung seines 96. Lebensjahres.
Zum Zeitpunkt seines Todes war er der zweitälteste Bischof Deutschlands. Die Exequien wurden am 2. März 2024 im Kölner Dom gefeiert. Nach dem Pontifikalrequiem wurde Dick auf dem Domfriedhof vor dem Ostchor des Domes beigesetzt.

## Wappen von Weihbischof Klaus Dick
Das Bischofswappen von Weihbischof Klaus Dick ist waagerecht in zwei silberne Hälften geteilt. Die obere Hälfte zeigt das Kölner Bistumswappen mit dem schwarzen Kreuz auf silbernem Grund, die untere Hälfte enthält drei grüne Rauten. Sie sind einem Familienwappen der Vorfahren von Klaus Dick entnommen.
Der Wappenschild steht vor einem goldenen Kreuz auf schwarzem Ständer und wird umrahmt vom grünen Prälatenhut, von dessen Schnüren beiderseits sechs Quasten herabfallen. Die Wappendevise „Obsecramus pro Christo“ lautet übersetzt „Wir bitten an Christi statt“ und ist dem 2. Korintherbrief entnommen. Vollständig lautet das Bibelzitat: „Wir bitten an Christi statt: Lasst euch mit Gott versöhnen!“ (2 Kor 5,20)